# قشلاق علي أكبر حمزة (مقاطعة بيله سوار)
قشلاق علي أکبر حمزة (بالفارسية: قشلاق علی اکبرحمزه) هي منطقة سكنية تقع في إيران في أردبيل. يقدر عدد سكانها بـ 29 نسمة .